# Алданская флогопитоносная провинция
Алданская флогопитоносная провинция (Алданский флогопитовый район) — обширная слюдоносная провинция, потенциальные запасы которой велики, что позволяет рассматривать её как одно из крупнейших среди отечественных и зарубежных месторождений флогопита.
В этом районе наиболее известны следующие промышленные рудопроявления флогопита: Эмельджакское, Верхнее-Эмельджакское, Дурское, Эльконское, Леглиерское, Южное, Снежное, Слюдяное, Оюмракское.
Изучение Алданской флогопитоносной провинции (Якутская АССР) началось с 1932.